# Sita Buzăului (gmina)
Sita Buzăului – gmina w Rumunii, w okręgu Covasna. Obejmuje miejscowości Sita Buzăului, Crasna, Merișor i Zăbrătău. W 2011 roku liczyła 4584 mieszkańców.